# CSS Virginia
CSS Virginia byl obrněnec námořnictva Konfederace z doby americké občanské války. Při stavbě lodě byl použit trup potopené americké lodě USS Merrimack.
Virginia se v březnu 1862 střetla v bitvě na Hampton Roads s unionistickým obrněncem USS Monitor. Tato bitva je považována za první střetnutí obrněných lodí v historii.
Obrněné lodě v té době byly novinkou, která způsobila revoluci v povaze námořních střetnutí. Vůbec první lodí chráněnou železným pancířem se stala teprve v roce 1859 francouzská loď La Gloire.

## USS Merrimack

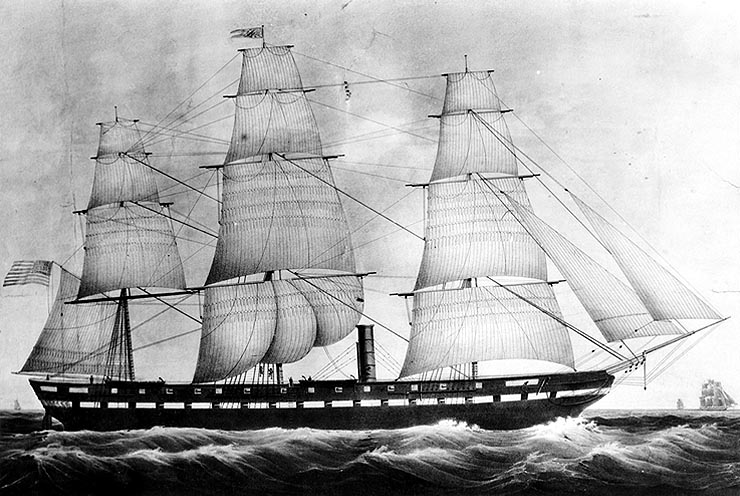
USS Merrimack před přestavbou na obrněnec

Když se stát Virginie odtrhl od americké unie, důležitou federální základnou na jeho území byla loděnice Gosport Shipyard v Portsmouthu, kde byly lodě i stavěny. Aby se přístav nedostal do rukou Konfederace, bylo rozhodnuto jej zničit. To se ale nepodařilo. Parní fregata USS Merrimack klesla na dno přístavu ještě než stihla zcela vyhořet.

## CSSVirginia
Po obsazení přístavu armádou Konfederace byla loď vyzvednuta a bylo rozhodnuto o její přestavbě na obrněnou loď. Byla přejmenována na Virginia a byly z ní odstraněny všechny nástavby. Od čáry ponoru nahoru byla opatřena pancířem o tloušťce 102 mm. Pancéřovaná nástavba začínala těsně nad čarou ponoru a byl v ní prostor pro deset děl. Dopředu a dozadu mířil 178mm kanón, a na obou bocích bylo po čtyřech střílnách. Konstruktéři lodi věděli o plánech Unie na postavení vlastního obrněnce, a protože děla Virginie by takovou loď nemusela ohrozit, byla loď vybavena klounem.
Pohon lodi zůstal zachován z Merrimacku, a byl poznamenán působením slané vody po zatopení lodi. Pancéřování znamenalo nárůst výtlaku, což spolehlivost pohonu dále komplikovalo.

## Bitva na Hampton Roads

### První den

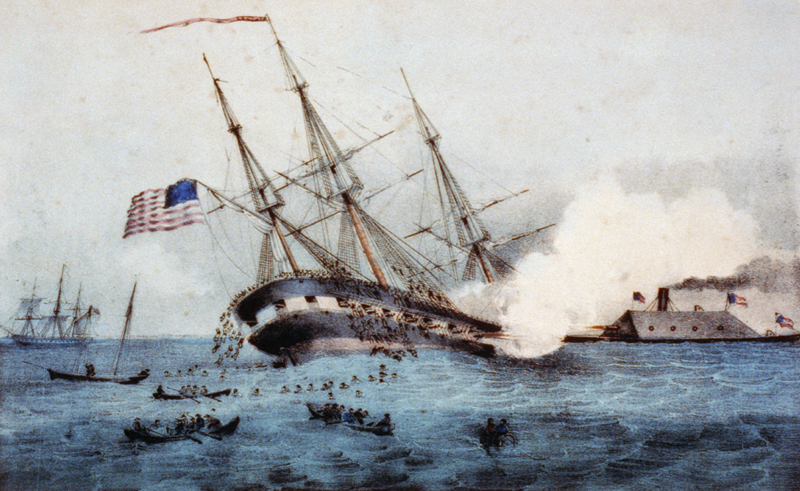
Virginia taranuje a potápí USS Cumberland

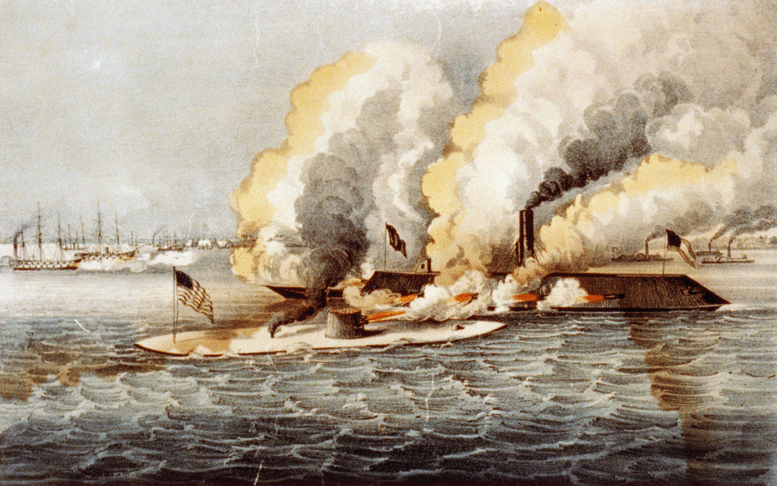
Obraz střetnutí lodě Virginia a USS Monitor

Bitva na Hampton Roads začala 8. března 1862 kdy Virginia, v doprovodu dalších lodí, vyplula z přístavu, aby napadla lodě Unie, které prováděly jeho blokádu. V době vyplutí byli na palubě Virginie dělníci, kteří dokončovali poslední úpravy. Loď podporovaly dělové čluny CSS Raleigh a CSS Beaufort (ex Caledonia), ozbrojené původně civilní kolesové parníky CSS Patrick Henry (ex Yorktown) a CSS Jamestown a ozbrojený remorkér CSS Teaser (ex York River).
Nejbližší loď Unie, USS Cumberland, byla taranována a potopena. Při svém potopení však odlomila z Virginie její kloun. Pak se Virginie dostala do souboje s vlajkovou lodí Unie, USS Congress, která se po hodinu trvajícím střetnutí a vážných ztrátách vzdala.
Ani Virginia však ze střetnutí nevyšla bez poškození. Palba Cumberlandu, Congressu a pobřežní baterie Unie zničila komín a ztráta tahu znamenala snížení už beztak nízké rychlosti lodi. Také byla zničena dvě z jejích děl a poškozená byla část pancéřových plátů. Kapitán Virginie pak napadl loď USS Minnesota, která najela na mělčinu a nakonec bitvu přečkala vážně poškozena. Virginia následně přerušila boj a vrátila se do přístavu. Její kapitán chtěl zničit zbytek blokádních lodí následujícího dne.

### Druhý den
Té noci na bojiště připlul obrněnec Unie USS Monitor, který spěchal pomoci udržet blokádu u Hampton Roads. Následujícího dne 9. března 1862 došlo k historicky prvnímu střetnutí obrněných lodí. Menší a obratnější Monitor byl schopen Virginii vymanévrovat a jelikož byla jeho paluba nízko nad hladinou, bylo velmi těžké ho zasáhnout. Virginie měla zase silnější výzbroj. Žádné z lodí se tak přes řadu zásahů nepodařilo svého protivníka výrazně poškodit. Bitva skončila nerozhodně, pro Konfederaci byla strategickou prohrou, protože se jí nepodařilo přerušit rok trvající námořní blokádu.
V následujících měsících Virginie ještě několikrát vyplula, aby nalákala Monitor do střetnutí, ale k němu již nedošlo a žádná z lodí se nedostala do další bitvy.

## Konec Virginie

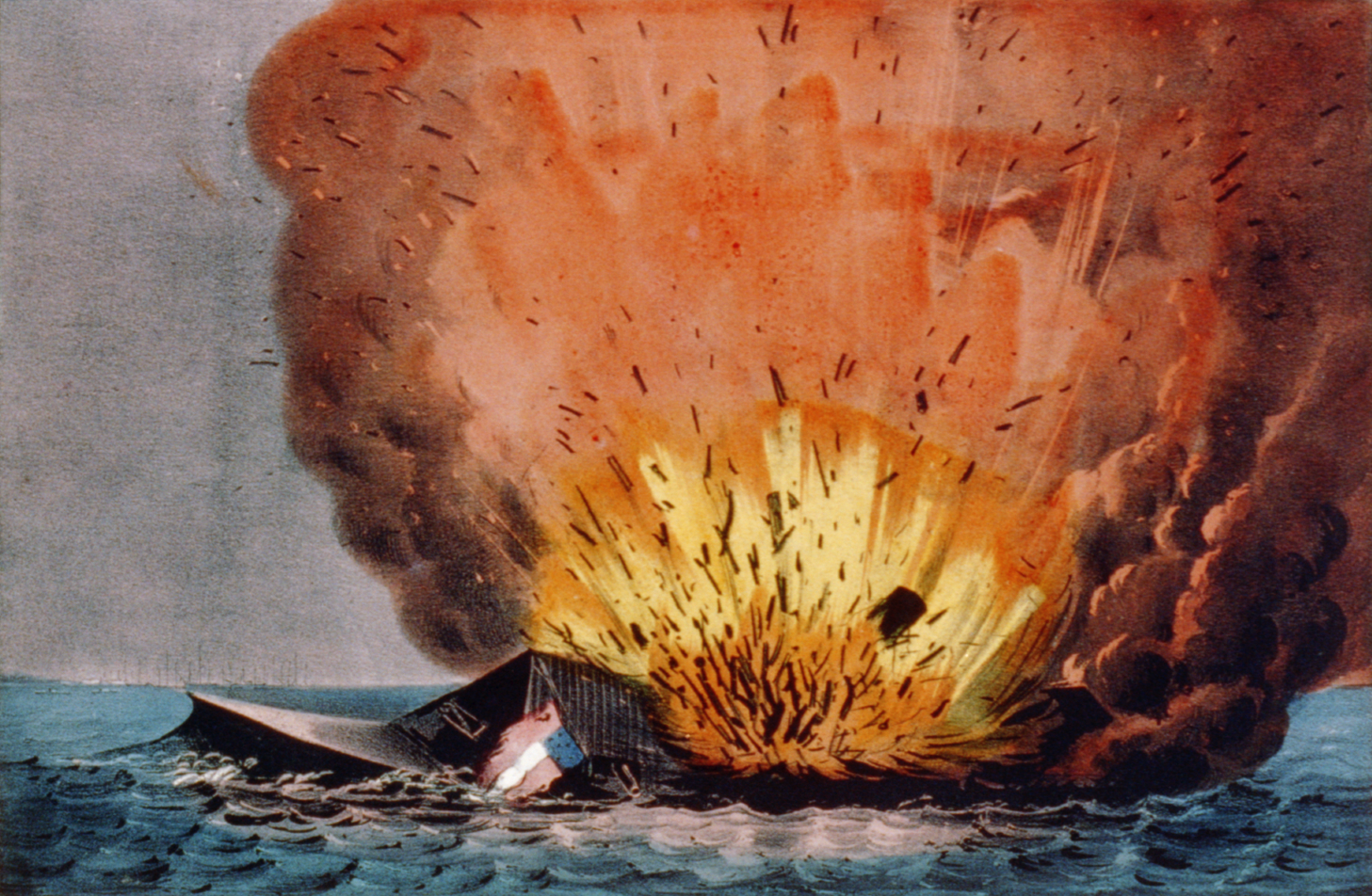
Litografie zachycující zánik plavidla Virginia

9. května 1862 dobyly síly Unie jižanský Norfolk, čímž CSS Virginia přišla o svůj domovský přístav. Pro únik po otevřeném moři neměl obrněnec dostatečné plavební vlastnosti, pro velký ponor nebyl ale schopen ani plavby proti proudu řeky James River. V situaci, kdy se nepřátelské síly blížily, rozhodl tehdejší kapitán Virginie komodor Josiah Tattnall vyhodit loď do povětří, aby nepadla do rukou nepřítele. K tomuto došlo 11. května 1862 u ostrova Crane – CSS Virginia se potopila po velké explozi nashromážděné munice.